# Мікель Лабака
Мікель Лабака (ісп. Mikel Labaka; нар. 10 серпня 1980, Аспейтія) — іспанський футболіст, що грав на позиції захисника, зокрема за «Реал Сосьєдад».

## Ігрова кар'єра
Народився 10 серпня 1980 року в місті Аспейтія. Вихованець юнацьких команд футбольних клубів «Лагун Онак» та «Реал Сосьєдад».
У дорослому футболі дебютував 1999 року виступами за команду «Реал Сосьєдад Б», в якій провів три сезони, взявши участь у 106 матчах чемпіонату.
Згодом з 2002 по 2004 рік грав на правах оренди за «Реал Уніон» та «Сьюдад де Мурсія».
Повернувшись 2004 року до «Реал Сосьєдад», дебютував в іграх за його головну команду в Ла-Лізі. Відіграв за клуб із Сан-Себастьяна наступні сім сезонів своєї ігрової кар'єри.
Завершував ігрову кар'єру у команді «Райо Вальєкано» в найвищому іспанському дивізіоні, де був гравцем ротації протягом 2011—2013 років.